# Xbox Games Store
Xbox Games Store, tidigare känd som Xbox Live Marketplace (XBLM), var en onlinebutik till Microsofts spelkonsoler Xbox 360 och Xbox One. Tjänsten tillät Xbox Live-användare att ladda ned köpt eller gratis innehåll. Tjänsten erbjöd filmer och speltrailers, demospel, Xbox Live Arcade-spel, indiespel, Xbox 360-spel, Xbox-spel och nedladdningsbart innehåll.
Efter en uppdatering den 11 augusti 2009 blev Xbox 360-spel och Avatar Marketplace tillgängliga. Det som tidigare kallades Community Games bytte namn till Indie Games. I Windows version 1803 som släpptes den 30 april 2018 för Windows datorer, ersattes applikationen som tidigare kallats för Windows Marketplace med Microsoft Store.  
Tjänsten byte ut mot Microsoft Store i oktober 2017.

## Microsoft Points
Microsoft Points (svenska: Microsoft-poäng) användes som valuta på Xbox Games Store, vilket inkluderade Xbox Live Arcade. Poängen kunde köpas med kreditkort via Games Store, eller lösas in från presentkort som köptes i fysiska butiker.